# Казарян, Николай Андреевич
Никола́й Андре́евич (Андраникович) Казаря́н (арм. Նիկոլայ Անդրանիկի Ղազարյան; 11 января 1947, Баку — 19 декабря 2023) — советский футболист, мастер спорта СССР, один из лучших бомбардиров армянского футбола, чемпион СССР 1973 года, обладатель Кубка СССР 1973 и 1975 года, серебряный призёр чемпионатов СССР 1971 и 1976 года. Первый президент Федерации футбола Армении (1992—1995). Заслуженный тренер Республики Армения (2007).

## Биография
Николай Казарян родился в Баку в семье выходцев из Нагорного Карабаха — главного инженера хлебозавода № 3 Андрея Николаевича Казаряна и главного бухгалтера Минпищепрома АзССР Ядвиги Юрьевны Валицкой. В 1959 году его семья переехала в Ереван, где он стал заниматься футболом под руководством Армо Дургаряна. Всю свою спортивную карьеру выступал за ереванский «Арарат», в составе которого выигрывал чемпионат и Кубок СССР, участвовал в Кубке УЕФА (1972/73) и Кубке европейских чемпионов (1974/75). В конце 1960-х годов Николай Казарян привлекался в состав молодёжной и олимпийской сборной СССР.
После завершения спортивной карьеры окончил Высшую школу тренеров, потом два года работал в Эфиопии как тренер-консультант в национальной сборной этой страны. Вернувшись в Ереван, стал заведующим отделом футбола в спорткомитете Армянской ССР.
В 1992—1994 годах был первым президентом федерации футбола Армении. В дальнейшем вернулся к тренерской деятельности. В 2008—2010 годах тренировал степанакертский футбольный клуб «Лернаин Арцах».
Скончался 19 декабря 2023 года.

## Достижения и награды
Командные
- Чемпион СССР: 1973
- Серебряный призёр чемпионата СССР: 1971, 1976 (весна)
- Обладатель Кубка СССР: 1973, 1975

Личные награды
- Медаль «За заслуги перед Отечеством» I степени (10 октября 2013) — за значительный вклад в развитие армянского футбола и блестящие достижения[7]
- Заслуженный тренер Республики Армения (11 января 2007)
- Орден «Золотая цепь» (2012)
- Медаль «Грант Шагинян» (2012)